# 紅斑狼瘡
紅斑狼瘡（lupus erythematosus）是一群自體免疫疾病，病患的免疫系統變得過度活躍且攻擊自身健康组织，其症狀可影響許多不同的身體系統，包括关节、皮膚、腎、血球、心臟，以及肺。最常見且最嚴重的形式為全身性紅斑狼瘡。

## 分類
紅斑狼瘡可以全身性疾病或皮膚病的形式出現，非全身性的紅斑狼瘡又稱為「不完全紅斑狼瘡」（incomplete lupus erythematosus）。可分為四個主要類別：
- 全身性紅斑狼瘡
- 皮肤性紅斑狼瘡（英语：discoid lupus erythematosus）
- 藥物引起之紅斑（英语：drug-induced lupus erythematosus）
- 新生兒紅斑狼瘡（英语：neonatal lupus erythematosus）

在這一系列疾病中，全身性紅斑狼瘡為最常見且最嚴重的一种。